# Stare Selo, Pustomîtî
Stare Selo (în ucraineană Старе Село) este localitatea de reședință a comunei Stare Selo din raionul Pustomîtî, regiunea Liov, Ucraina.

## Demografie
Componența lingvistică a localității Stare Selo
     Ucraineană (99,72%)
     Alte limbi (0,24%)
Conform recensământului din 2001, majoritatea populației localității Stare Selo era vorbitoare de ucraineană (99,72%), existând în minoritate și vorbitori de alte limbi.